# Кубалик, Доминик
Домини́к Кубали́к (чеш. Dominik Kubalík; 21 августа 1995, Пльзень, Чехия) — чешский хоккеист, нападающий швейцарского клуба «Амбри-Пиотта» и сборной Чехии. Чемпион мира 2024 года.

## Карьера

### Клубная карьера
Доминик Кубалик начал свою хоккейную карьеру в команде родного города Пльзень в 2009 году. Несмотря на то, что он был младше партнёров и соперников, Кубалик отмечался большой результативностью. На его счету в сезоне 2009/10 было 63 (39+24) очка в 33 играх. Спустя год (в 15 лет) он играл уже за юниорскую команду «Пльзень» (до 18 лет) и там тоже был очень результативен — в 48 матчах набрал 65 (42+23) очков. В 16 лет игрок дебютировал на взрослом уровне — в Чешской экстралиге в составе основной команды «Пльзень» он провёл 8 игр и забил один гол. Так Кубалик стал одним из самых молодых игроков в истории, забившим в экстралиге.
Несмотря на результативность, на заре карьеры Кубалик считался игроком меньшинства. Специалисты предрекали ему будущее нападающего сдерживающего звена. Этому способствовали и габариты, рост Кубалика — 187 см.
Летом 2012 года Кубалик перебрался за океан, в клуб хоккейной лиги Онтарио «Садбери Вулвз». Ещё перед началом сезона он стал победителем кубка мира среди молодёжных клубов 2012 года в Омске.
В 2013 году Кубалик был задрафтован командой НХЛ из Лос-Анджелеса. Правда, лишь под общим 191-м номером в седьмом раунде. В КХЛ он был задрафтован будущим своим клубом «Салават Юлаев» в первом раунде под 20-м номером. В 2014 году вернулся в Чехию. В составе «Пльзени» дважды подряд (в 2016 и 2017 годах) становился лучшим снайпером Экстралиги. В 2016 году стал бронзовым призёром чешского чемпионата.
10 мая 2017 года подписал двухлетний контракт с уфимским клубом «Салават Юлаев». Ещё до начала сезона, 24 августа 2017 года, уфимский клуб объявил о расторжении контракта с Кубаликом. После этого он перешёл в швейцарский клуб «Амбри-Пиотта». В сезоне 2018/19 Кубалик стал лучшим бомбардиром швейцарской лиги, став первым чешским хоккеистом, кому это удалось. Также он был признан самым ценным хоккеистом швейцарской лиги.
После двух успешных сезонов в Швейцарии, Кубалик подписал однолетний контракт на сумму 925 000 долларов с клубом НХЛ «Чикаго Блэкхокс». «Лос-Анджелес Кингз», который выбрал Кубалика на драфте 2013 года, 25 января 2019 года обменял его в «Чикаго» на выбор в 5-м раунде драфта 2019. Его дебют в НХЛ состоялся на родине: в Праге 4 октября 2019 года в матче с «Филадельфией Флайерз», который его команда проиграла со счётом 3:4. Уже во 2-м матче Кубалик забросил свою первую шайбу в НХЛ, но его команда уступила «Сан-Хосе Шаркс». 11 января 2020 года Кубалик впервые в своей заокеанской карьере забросил 2 шайбы: дважды поразив ворота голкипера «Анахайм Дакс» Джона Гибсона, он помог «Чикаго» одержать победу со счётом 4:2, став лучшим игроком матча. В следующей игре против «Оттавы Сенаторз», состоявшейся 14 января, Кубалик вновь отличился дважды, став с 18 шайбами лучшим снайпером среди новичков НХЛ на текущий момент. Также он стал первым хоккеистом «Чикаго» с 1990 года, который забивал в 5 матчах подряд. 18 января Кубалик провёл свой лучший матч в НХЛ, прибавив к двум заброшенным шайбам одну голевую передачу в победном матче с «Торонто Мейпл Лифс». Успешная игра Кубалика не осталась незамеченной: НХЛ признала его лучшим новичком января. 27 февраля 2020 года сделал свой первый хет-трик в НХЛ, забросив 3 шайбы в ворота «Тампа-Бэй Лайтнинг». По итогам своего дебютного сезона в НХЛ, ставшего укороченным из-за коронавируса, Кубалик набрал 46 очков (30 шайб и 16 передач) в 68 матчах при показателе плюс/минус + 2. Это позволило ему войти в тройку претендентов на приз Колдер трофи, вручаемый лучшему новичку сезона.
В первом же матче розыгрыша Кубка Стэнли против «Эдмонтон Ойлерз» Кубалик набрал 5 очков (2+3) и установил рекорд НХЛ, став первым новичком в истории лиги с 5 очками в дебютной игре плей-офф.

### Международная карьера
Кубалик с 2010 года выступал за юниорские сборные Чехии. Участник чемпионате мира среди юниоров 2013 года (5 игр, 5 передач) и молодёжном чемпионате мира 2014 года (5 игр, 1 шайба). В 2015 году дебютировал в составе национальной сборной Чехии. Принимал участие на Олимпийских играх (5 игр, 2 шайбы) и чемпионате мира (8 игр, 3 шайбы, 5 передач) 2018 года. 11 ноября 2018 года на турнире Еврохоккейтура в Финляндии сделал первый хет-трик за сборную Чехии в игре против сборной России, закончившейся со счётом 5:2.
В полуфинале чемпионата мира 2024 года в Чехии набрал 3 очка (2+1) в игре против команды Швеции (7:3). Чехия в итоге впервые с 2010 года выиграла турнир.

## Статистика
Обновлено на конец сезона 2020/2021
- НХЛ — 124 игры, 84 очка (47 шайб + 37 передач)
- Кубок Стэнли — 9 игр, 8 очков (4+4)
- Чемпионат Чехии — 188 игр, 131 очко (79+52)
- Хоккейная лига Онтарио — 135 игр, 69 очков (38+31)
- Чемпионат Швейцарии — 90 игр, 97 очков (37+60)
- Сборная Чехии — 72 игры, 50 очков (26+24)
- Кубок мира среди молодёжных клубов — 9 игр, 8 очков (3+5)
- Лига чемпионов — 6 игр, 6 очков (4+2)
- Чешская первая лига — 4 игры, 2 очка (1+1)
- Чешская вторая лига — 2 игры, 1 очко (1+0)
- Кубок Швейцарии — 3 игры, 5 очков (4+1)
- Европейский трофей — 1 игра
- Всего за карьеру — 643 игры, 461 очко (244+217)

## Достижения
- Победитель кубка мира среди молодёжных клубов 2012
- Бронзовый призер чемпионата Чехии 2016
- Лучший снайпер чемпионатов Чехии 2016 (25 шайб) и 2017 (29 шайб)
- Лучший бомбардир чемпионата Швейцарии 2019 (57 очков)
- Самый ценный хоккеист чемпионата Швейцарии 2019
- Лучший снайпер среди новичков НХЛ 2020 (30 шайб)
- Рекордсмен НХЛ по количеству очков в дебютной игре плей-офф (5 очков)
- Чемпион мира 2024

## Семья
Доминик Кубалик женат, его свадьба с супругой Кларой состоялась 10 июля 2021 года.
Старший брат, Томаш Кубалик, также известный хоккеист.